# Zodariellum chaoyangense
Zodariellum chaoyangense là một loài nhện trong họ Zodariidae.
Loài này thuộc chi Zodariellum. Zodariellum chaoyangense được Zhu & Zhu miêu tả năm 1983.